# Гольмер, Людвик
Людвик Гольмер (пол. Ludwik Golmer, в России Людовик Карлович Гольмер; 22 августа 1867, Варшава — 21 декабря 1920, Варшава) — польский пианист и музыкальный педагог.
Сын учителя музыки. Окончил Варшавский институт музыки (1888), ученик Рудольфа Штробля, изучал также теорию музыки под руководством Зыгмунта Носковского.
Приобрёл наибольшую известность как аккомпаниатор, выступая с такими солистами, как скрипачи Леопольд Ауэр, Станислав Барцевич, Павел Коханьский, певец Маттиа Баттистини; с Барцевичем предпринял совместное европейское турне, в ходе которого выступал и как солист, и как аккомпаниатор.
С 1898 г. преподавал в Варшавском институте музыки, с 1910 г. был также аккомпаниатором в оперном классе. С началом Первой мировой войны отправился на восток, в 1915—1917 гг. корепетитор Московской консерватории.
В 1917 г. вместе с Николаем Рославцом основал музыкальную школу в Ельце и до 1919 г. был её директором; организовывал в городе концерты симфонической музыки и спектакли оперетты. После этого вернулся в Варшаву. Умер от болезни сердца.
Гольмеру принадлежало некоторое количество лёгкой фортепианной музыки: вальсы, мазурки, этюды. Его архив погиб во время Второй мировой войны.